# Ladder diagram
Ladder diagram (англ. LD, LAD, рус. РКС) — язык релейной (лестничной) логики.
Применяются также названия:
- язык релейно-контактной логики,
- релейные диаграммы,
- релейно-контактные схемы (РКС),
- язык программирования релейно-лестничной логики стандарта МЭК 61131-3.

Пример логического выражения на LD

Предназначен для программирования программируемых логических контроллеров (ПЛК). Синтаксис языка удобен для замены логических схем, выполненных на релейной технике. Ориентирован на инженеров по автоматизации, работающих на промышленных предприятиях. Обеспечивает наглядный интерфейс логики работы контроллера, облегчающий не только задачи собственно программирования и ввода в эксплуатацию, но и быстрый поиск неполадок в подключаемом к контроллеру оборудовании.
Программа на языке релейной логики имеет наглядный и интуитивно понятный инженерам-электрикам графический интерфейс, представляющий логические операции как электрическую цепь с замкнутыми и разомкнутыми контактами. Протекание или отсутствие тока в этой цепи соответствует результату логической операции (истина — если ток течёт; ложь — если ток не течёт).
Основными элементами языка являются контакты, которые можно образно уподобить паре контактов реле или кнопки. Пара контактов отождествляется с логической переменной, а состояние этой пары — со значением переменной.
Различаются нормально замкнутые и нормально разомкнутые контактные элементы, которые можно сопоставить с нормально замкнутыми и нормально разомкнутыми кнопками в электрических цепях:
- ─┤ ├─ Нормально разомкнутый контакт разомкнут при значении ложь назначенной ему переменной и замыкается при значении истина.
- ─┤/├─ Нормально замкнутый контакт, напротив, замкнут, если переменная имеет значение ложь, и разомкнут, если переменная имеет значение истина.
- ─()─ Итог логической цепочки копируется в целевую переменную, которая называется катушка (англ. coil). Это слово имеет обобщённый образ исполнительного устройства, поэтому в русскоязычной документации обычно говорят о выходе цепочки, хотя можно встретить и частные значения термина, например катушка реле.

Дизъюнкции A ∨ B соответствует схема, составленная из двух параллельно соединённых контактов А и В. Конъюнкции А & В соответствует схема, составленная из двух последовательно соединённых контактов А и В. Отрицанию высказывания А соответствует размыкающий контакт А, управляемый тем же устройством, что и контакт А.
Конкретные версии языка реализуются обычно в рамках программных продуктов для работы с определёнными типами ПЛК. Часто такие реализации содержат команды, расширяющие множество стандартных команд языка, что вызвано желанием производителя полнее учесть желания заказчика, но в итоге приводят к несовместимости программ, созданных для контроллеров различных типов.